# The King of Metal
The King of Metal es el sexto álbum de estudio del cantante británico Blaze Bayley, publicado en 2012. Es el primer álbum grabado por Blaze como músico solista, ya que sus discos anteriores fueron acreditados a las agrupaciones BLAZE y Blaze Bayley Band.

## Lista de canciones
1. The King of Metal – 2:48
2. Dimebag – 6:01
3. The Black Country – 4:38
4. The Rainbow Fades to Black – 4:33
5. Fate – 3:19
6. One More Step – 3:29
7. Fighter – 7:26
8. Judge Me – 5:16
9. Difficult – 6:05
10. Beginning – 3:34

## Créditos
- Blaze Bayley – voz
- Thomas Zwijsen – guitarra
- Andrea Neri – guitarra
- Lehmann – bajo
- Claudio Tirincanti – batería